# 福米耶洛圣加大肋纳堂

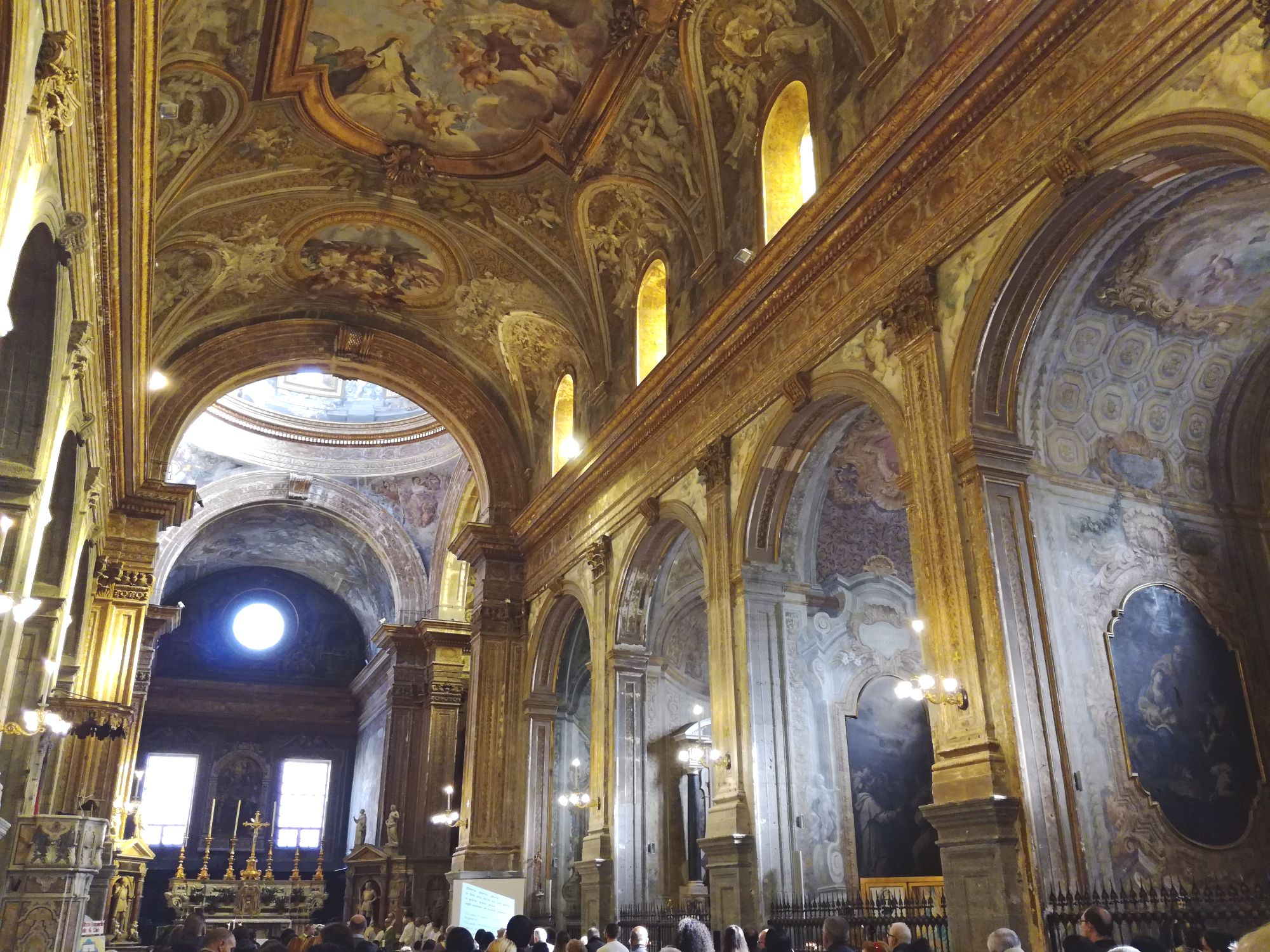
内部

福米耶洛圣加大肋纳堂（Chiesa di Santa Caterina a Formiello）是一座罗马天主教教堂，位于意大利南部坎帕尼亚那不勒斯广域市那不勒斯历史中心区最东部的卡巴拉街（Via Carbonara）和恩里科德尼科拉广场（Piazza Enrico de Nicola），靠近城门卡普阿门（Porta Capuana）。“福米耶洛”一词是指修道院内的喷水口的样式或容器。街对面是福米耶洛喷泉（Fontana del Formiello），以及雄伟的卡普阿城堡（Castel Capuano）的后墙。

## 历史
该堂始建于1510年，由佛罗伦萨人安东尼奥·德拉·卡瓦设计，建成于1593年。该堂拥有那不勒斯最早的穹顶教堂之一，供奉殉道的处女亚历山大的加大肋纳。它附属于一个古老的修道院，最初属于塞莱斯定莫隆会（Celestine），1498年后交给道明会神父。道明会管理修道院，直到19世纪被征用，最后成为一个羊毛工厂。
该堂为拉丁十字平面，单通廊，筒形拱顶，两侧各有五个小堂。罗马風格主義画家路易吉·加尔齐（Luigi Garzi）, 在反立面画了大幅画作。他还画了小堂拱门上方的三角形，和拱顶。